# قارض جامايكي
القارض الجامايكي (بالإنجليزية: Jamaican Hutia)‏ (الإسم العلمي:Geocapromys brownii) ويُطلق عليه كذلك أيضاً الوبر الجامايكي، هو أحد أنواع القوارض، يألف العيش في المناطق الصحراوية والغابات الواقعة في جزيرة جامايكا.

## الصفات
يبلغ طول رأسه وجسمه نحو 45 سم ويزن حوالي 5 كلغم وهو قوي الجسم متين البنيان له قوائم قوية وأنف ثقيل أذناه قصيرتان وهو كثيف الفراء لونه أحمر داكن من الجهة العليا وبني باهت من الأسفل.يحيا منعزلاً لكنه قد يحيا ضمن جماعة صغيرة تتألف من 5 أو 6 أفراد.

## البيئة
ينشط ليلاً حيث يقتات بالجذور ولحاء الأشجار والثمار والبراعم. ورغم أنه متسلق ماهر فإنه يقضي معظم وقته على الأرض. تلد أنثاه من 5 إلى 6 صغار في كل مهد ومعظم الإناث يلدن مرتين في السنة. ينضج الصغار بسرعة ويكونون قادرين على الحركة وتناول الأطعمة الصلبة بعد يومين من ولادتهم.